# II Волка
II Волка (лат. II Lupi) — одиночная переменная звезда в созвездии Волка на расстоянии (вычисленном из значения параллакса) приблизительно 6252 световых лет (около 1917 парсеков) от Солнца. Видимая звёздная величина звезды — от +5,97m до +4,37m.

## Характеристики
II Волка — красная углеродная пульсирующая переменная звезда, мирида (M) спектрального класса C. Масса — не более 3,6 солнечных, светимость — около 9800 солнечных. Эффективная температура — около 3281 K.